# Сметанин, Александр Анатольевич
Александр Анатольевич Сметанин (эст. Aleksandr Smetanin; 25 мая 1980 года, Кохтла-Ярве, Эстонская ССР, СССР) — эстонский хоккеист, нападающий.

## Карьера
Воспитанник хоккейной школы города Кохтла-Ярве. Начинал карьеру в клубе «Кохтла-Ярве Централ». В 2000 году Сметанин перебрался в Россию в петербургский «Спартак», после чего уехал в Белоруссию, где выступал за «Гомель» и «Брест». Вернувшись на родину, неоднократно становился чемпионом Эстонии в составах клубов «Тарту Калев-Вялк» и «Виру Спутник». В последней команде он выполнял функции капитана.
Завершил карьеру в 2012 году. С 2018 года является играющим тренером клуба «Эверест».

## Сборная
В 1999 году вызывался в молодёжную сборную Эстонии. Единственный раз сыграл за национальную команду в 2009 году во Втором дивизионе Чемпионате мира в Сербии.

## Достижения
- Чемпион Эстонии (3) : 2003, 2008, 2010.